# Dolin
Dolin egy lakatlan sziget Horvátországban, a Kvarner-öbölben, a Kvarnerić területén, a Rab-sziget délnyugati partja előtt. Közigazgatásilag Barbat na Rabu településhez tartozik.
Területe 4,6 km², hosszúsága 8,5 km, szélessége 0,9 km. A sziget északnyugat-délkeleti irányban nyúlik el. Rab szigetétől a 0,3-tól 1,1 km szélességű Barbati-csatorna választja el. Legészaknyugatibb pontja a Donji-fok, mely a rab-szigeti Banjollal szemben található. Legdélkeletibb pontja a Gornji-fok. Legmagasabb pontja a 117 méter magasságú Samotorac. A szigetet macchia borítja, de délkeleti részén borókafenyő is található. Állatvilágát az itt legelő rabi juhok jelentik.

## Fordítás

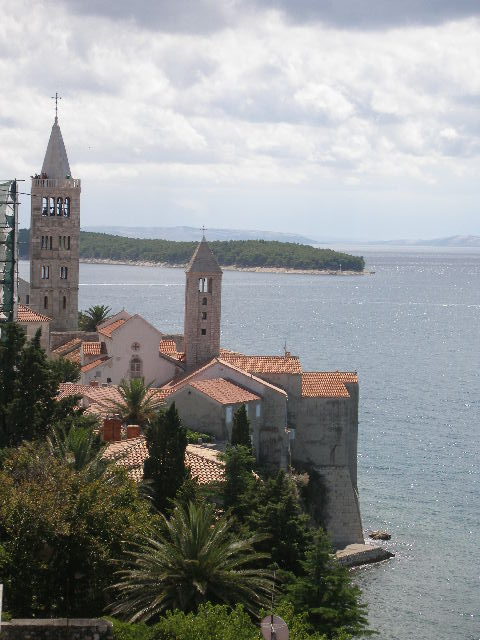
Rab városa Dolin szigetével a háttérben

Ez a szócikk részben vagy egészben  a   Dolin című horvát Wikipédia-szócikk ezen változatának fordításán alapul.  Az eredeti cikk szerkesztőit annak laptörténete sorolja fel. Ez a jelzés csupán a megfogalmazás eredetét és a szerzői jogokat jelzi, nem szolgál a cikkben szereplő információk forrásmegjelöléseként.